# 普里什蒂纳市镇
普里什蒂纳市镇（羅馬化：Opština Priština），是科索沃普里什蒂納區的一个市镇，行政中心为普里什蒂纳。市镇面积为572平方公里，人口数量为198,897人（2011年）。